# Amer Sports
Amer Sports Oyj est une entreprise finlandaise devenue, suite au rachat en 2005 de Salomon (appartenant à Adidas), le numéro un mondial du matériel de sport hors textile et chaussures avec un chiffre d'affaires de 2,7 milliard d'euros[réf. souhaitée].

## Historique
Le groupe était à l'origine une compagnie de tabac détenant, jusqu'en 2003, 75 % du marché finlandais de la vente de cigarettes. Il s'est concentré dans l'industrie du sport à la fin des années 1980 en rachetant le spécialiste du tennis Wilson puis le fabricant de skis français Salomon en 2005. Sa propre marque est Atomic, numéro trois mondial.
En avril 2018, Amer annonce l'acquisition de toutes les actions et activités de Peak Performance, une entreprise suédoise de mode, pour 255 millions d'euros.
En décembre 2018, Anta Sports, une entreprise chinoise d'équipement de sport, au travers d'un consortium, annonce vouloir acquérir Amer Sports pour 4,6 milliards d'euros,. Ce consortium, nommé Mascot Bidco Oy, comprend le géant technologique chinois Tencent, le fonds d'investissement asiatique FountainVest Partners et Anamered Investments. Ce rachat se concrétise en mars 2019. En septembre 2019, la société n'est plus référencée à l'OMX Helsinki, l'indice boursier finlandais, après que les nouveaux actionnaires ont acquis l'ensemble des actions du groupe.

## Marques du groupe en 2020
- Arc'teryx
- Armada Skis (ski)
- ATEC, marque de Wilson
- Atomic (ski)
- DeMarini (Baseball)
- Enve Composites[7]
- Louisville Slugger (Baseball)
- Peak Performance
- Precor
- Recta, marque de Suunto
- Salomon (ski, montagne)
- Sports Tracker[8]
- Suunto
- Volant (ski), marque d'Atomic
- Wilson Sporting Goods

## Anciennes marques du groupe
- Cliché Skateboards, ancienne marque de Salomon
- Dynamic, ancienne marque d'Atomic
- Oxygen
- Mavic, ancienne marque de Salomon[9]
- Bare, cédée à Huish Outdoors en 2011[10]